# Carpen
Carpen è un comune della Romania di 2 719 abitanti, ubicato nel distretto di Dolj, nella regione storica dell'Oltenia.
Il comune è formato dall'unione di 3 villaggi: Carpen, Cleanov, Geblești.